# Exochus urzus
Exochus urzus är en stekelart som beskrevs av Ian D. Gauld och Sithole 2002. Exochus urzus ingår i släktet Exochus och familjen brokparasitsteklar. Inga underarter finns listade i Catalogue of Life.